# Comuna Racovița, Brăila
Racovița este o comună în județul Brăila, Muntenia, România, formată din satele Corbeni, Custura și Racovița (reședința).

## Așezare
Comuna este situată în nord-vestul județului, la limita cu județul Buzău, pe malul stâng al râului Buzău. Este străbătută de șoseaua județeană DJ202A, care o leagă spre est de Grădiștea (unde se termină în DN22) și spre nord de Salcia Tudor, unde se termină în DN23.

## Demografie
Componența etnică a comunei Racovița
     Români (98,08%)
     Necunoscută (1,65%)
     Altă etnie (0,26%)
Componența confesională a comunei Racovița
     Ortodocși (97,65%)
     Necunoscută (1,65%)
     Altă religie (0,69%)
Conform recensământului efectuat în 2011, populația comunei Racovița se ridică la 1.149 de locuitori, în scădere față de recensământul anterior din 2002, când se înregistraseră 1.388 de locuitori. Majoritatea locuitorilor sunt români (98,09%). Pentru 1,65% din populație, apartenența etnică nu este cunoscută.
Din punct de vedere confesional, majoritatea locuitorilor sunt ortodocși (97,65%). Pentru 1,65% din populație, nu este cunoscută apartenența confesională.

## Politică și administrație
Comuna Racovița este administrată de un primar și un consiliu local compus din 9 consilieri. Primarul, Tudorel Gîscă[*], de la Partidul Național Liberal, este în funcție din 2016. Începând cu alegerile locale din 2024, consiliul local are următoarea componență pe partide politice:
|  | Partid                          | Consilieri | Componența Consiliului | Componența Consiliului | Componența Consiliului |
|  | ------------------------------- | ---------- | ---------------------- | ---------------------- | ---------------------- |
|  | Partidul Național Liberal       | 3          |                        |                        |                        |
|  | Alianța pentru Unirea Românilor | 2          |                        |                        |                        |
|  | Forța Dreptei                   | 2          |                        |                        |                        |
|  | Partidul Social Democrat        | 1          |                        |                        |                        |
|  | Brescanu Petrică                | 1          |                        |                        |                        |

## Istorie
La sfârșitul secolului al XIX-lea, comuna făcea parte din plasa Gradiștea a județului Râmnicu Sărat și era formată doar din satul de reședință, cu 855 de locuitori. În comună funcționau o biserică zidită în 1860 de Maria C. Șuțu și o școală mixtă cu 55 de elevi. Satul Custura (127 de locuitori) făcea pe atunci parte din comuna Gradiștea de Sus, iar satul Corbeni — din comuna Domnița.
În 1925, satul Custura trecuse la comuna Racovița, care făcea parte din plasa Boldu și avea 2005 locuitori. În 1950, comuna a fost inclusă în raionul Brăila și apoi (după 1960) în raionul Făurei al regiunii Galați, până în 1968. Atunci, comuna Mihail Kogălniceanu (fostă Domnița) s-a desființat, iar satul Corbeni a trecut în administrarea comunei Racovița.

## Monumente istorice
Singurul obiectiv din comuna Racovița inclus în lista monumentelor istorice din județul Brăila ca monument de interes local este Cimitirul Eroilor Primului Război Mondial, aflat în curtea bisericii din satul Racovița. Cimitirul este clasificat ca monument memorial sau funerar.

## Personalități născute aici
- Constantin Picoș (1923 - 2013), profesor universitar.